# West Homestead
West Homestead és una població dels Estats Units a l'estat de Pennsilvània. Segons el cens del 2000 tenia 2.197 habitants.

## Demografia
Segons el cens del 2000, West Homestead tenia 2.197 habitants, 956 habitatges, i 623 famílies. La densitat de població era de 932,2 habitants/km².
Dels 956 habitatges en un 22,9% hi vivien nens de menys de 18 anys, en un 47,3% hi vivien parelles casades, en un 12,9% dones solteres, i en un 34,8% no eren unitats familiars. En el 30,4% dels habitatges hi vivien persones soles el 13,2% de les quals corresponia a persones de 65 anys o més que vivien soles. El nombre mitjà de persones vivint en cada habitatge era de 2,3 i el nombre mitjà de persones que vivien en cada família era de 2,87.
Per edats la població es repartia de la següent manera: un 21% tenia menys de 18 anys, un 5,1% entre 18 i 24, un 25,4% entre 25 i 44, un 24,9% de 45 a 60 i un 23,6% 65 anys o més.
L'edat mediana era de 44 anys. Per cada 100 dones de 18 o més anys hi havia 89,2 homes.
La renda mediana per habitatge era de 33.309 $ i la renda mediana per família de 44.338 $. Els homes tenien una renda mediana de 35.033 $ mentre que les dones 27.700 $. La renda per capita de la població era de 17.327 $. Entorn del 9,2% de les famílies i el 13,7% de la població estaven per davall del llindar de pobresa.

## Poblacions més properes
El següent diagrama mostra les poblacions més properes.